# From Afar
From Afar är det finländska folk/melodisk death metal-bandet Ensiferums fjärde studioalbum, utgivet i september 2009 på Spinefarm Records.
Albumet är det första med keyboardisten Emmi Silvennoinen, som ersatte Meiju Enho.
Titelspåret och "Stone Cold Metal" släpptes som singlar. Till den förra spelade bandet in sin första musikvideo. Den begränsade digibookutgåvan av albumet innehåller en tolkning av Nordmans "Vandraren" som bonusspår.

## Låtlista
1. "By the Dividing Stream" (instrumental) – 3:50
2. "From Afar" – 4:51
3. "Twilight Tavern" – 5:38
4. "Heathen Throne" – 11:09
5. "Elusive Reaches" – 3:26
6. "Stone Cold Metal" – 7:25
7. "Smoking Ruins" – 6:40
8. "Tumman virran taa" – 0:52
9. "The Longest Journey (Heathen Throne Part II)" – 12:49

Bonusspår på digibookutgåvan
1. "Vandraren" (Nordman-cover) – 3:42

## Medverkande
Musiker
- Petri Lindroos – growl, gitarr
- Markus Toivonen – gitarr, banjo, sång, bakgrundssång, körsång
- Sami Hinkka - basgitarr, sång, bakgrundssång, körsång
- Emmi Silvennoinen - keyboard, orgel, bakgrundssång, körsång
- Janne Parviainen – trummor, shamantrumma

Bidragande musiker
- Jenni Turku - blockflöjt
- Olli Ahvenlahti - piano
- Tea Dickman - körsång
- Inka Eguzoroh - körsång
- Kaisa Saari - bakgrundssång, körsång
- Jukka-Pekka Miettinen - bakgrundssång, körsång
- Mikko P. Mustonen - orkestrering, visslor
- Lassi Logrén - nyckelharpa
- Timo Väänänen - kantele
- Tobias Tåg - flöjt, tin whistle, blockflöjt
- Olli Varis - mandolin, mandola

Produktion
- Janne Joutsenniemi – producent, inspelningstekniker
- Tero Kinnunen – producent, inspelningstekniker
- Hiili Hiilesmaa – mixning
- Svante Forsbäck – mastering
- Keith Bosley – Kalevalaöversättning
- Nelli Ahvenlahti – översättning
- Kristian Wåhlin – omslagskonst
- Antti Salminen – bookletdesign
- Jere Hietala – foto